# Вартбург (район)
Вартбург (нім. Wartburgkreis) — район у Німеччині, у складі федеральної землі Тюрингія. Адміністративний центр — місто Бад-Зальцунген.

## Населення
Населення району становить 158 900 осіб (станом на 31 грудня 2021).

## Адміністративний поділ
Район складається з 7 самостійних міст і 19 самостійних громад (нім. Gemeinden), а також 24 міст і громад, об'єднаних в 3 об'єднання громад (нім. Verwaltungsgemeinschaften).
Дані про населення наведені станом на 31 грудня 2021.
| Самостійні міста: 1. Бад-Зальцунген (23013) 2. Бад-Лібенштайн (7735) 3. Гайза (4823) 4. Кальтеннордгайм (Невірний параметр metadata 16063102) 5. Рула (5273) 6. Треффурт (5834) 7. Фаха (5006) | Самостійні громади: 1. Бархфельд-Іммельборн (4473) 2. Буттлар (1236) 3. Вольфсбург-Ункерода (Невірний параметр metadata 16063089) 4. Вута-Фарнрода (6436) 5. Герстенгрунд (67) 6. Герстунген (9011) 7. Герзельберг-Гайніх (6055) 8. Дідорф (Невірний параметр metadata 16063016) 9. Емпфертсгаузен (523) 10. Еттенгаузен-ан-дер-Зуль (Невірний параметр metadata 16063024) | 1. Зебах (1760) 2. Краєнберггемайнде (5018) 3. Ляймбах (1722) 4. Маркзуль (Невірний параметр metadata 16063052) 5. Моргрунд (Невірний параметр metadata 16063094) 6. Тіфенорт (Невірний параметр metadata 16063075) 7. Унтербрайцбах (3324) 8. Фрауензе (Невірний параметр metadata 16063029) 9. Шляйд (1012) |

Об'єднання громад:
Зірочками (*) позначені центри об'єднань громад.
| - 1. Берка/Верра (Невірний параметр metadata 160635003) 1. Берка/Верра (місто)* (Невірний параметр metadata 16063007) 2. Гросензе (Невірний параметр metadata 16063036) 3. Данкмарсгаузен (Невірний параметр metadata 16063014) 4. Діппах (Невірний параметр metadata 16063017) | - 2. Дермбах (Невірний параметр metadata 160635004) 1. Бруннгартсгаузен (Невірний параметр metadata 16063009) 2. Вайлар (810) 3. Візенталь (731) 4. Дермбах * (7143) 5. Ехзен (605) 6. Найдгартсгаузен (Невірний параметр metadata 16063059) 7. Урнсгаузен (Невірний параметр metadata 16063081) 8. Целла/Рен (Невірний параметр metadata 16063093) 9. Штадтленгсфельд (місто) (Невірний параметр metadata 16063072) | - 3. Гайніх-Верраталь (9233) 1. Берка-фор-дем-Гайніх (723) 2. Бішофрода (640) 3. Галлунген (184) 4. Ебенсгаузен (Невірний параметр metadata 16063019) 5. Іфта (Невірний параметр metadata 16063039) 6. Кройцбург (місто) * (Невірний параметр metadata 16063013) 7. Краутгаузен (1557) 8. Лаутербах (653) 9. Міла (Невірний параметр metadata 16063055) 10. Нацца (531) 11. Франкенрода (317) |